# Edificio Metálico
El Edificio Metálico es un edificio patrimonial construido en 1896, ubicado en San José, Costa Rica, frente al Parque Morazán. Es la sede de la Escuela Buenaventura Corrales, una de las instituciones de educación primaria más antiguas del país. Es uno de los más representativos edificios de la revolución educativa e industrial en el país. Elaborado en hierro forjado, inspirado en el diseño de la Torre Eiffel, fue diseñado y construido en Bélgica, obra del arquitecto Charles Thirion, luego fue transportado por barco a Costa Rica, donde fue ensamblado. Fue declarado reliquia de interés histórico y arquitectónico nacional el 29 de julio de 1980